# Tropidoturris planilirata
Tropidoturris planilirata é uma espécie de gastrópode do gênero Tropidoturris, pertencente a família Borsoniidae.